# Domenico Viviani
Pour les articles homonymes, voir Viviani.
Domenico Viviani est un naturaliste italien, né le 29 juillet 1772 à Legnaro et mort le  15 février 1840   à Gênes.

## Biographie
Domenico Viviani est considéré comme le premier naturaliste ligure. Il se consacre principalement à la botanique après ses études de médecine. Il s’intéresse particulier aux Apennins et à sa flore.
En 1803, il commence à enseigner la botanique à l’université de Gênes et dirige également le jardin botanique.
Outre ses nombreuses publication sur la botanique d’Italie, il fait également paraître un important ouvrage sur les champignons : I funghi d'Italia (1834), illustré par de magnifiques planches. Il fait paraître, en 1806, son Catalogue des poissons de la rivière de Gênes et du Golfe de la Spezzia.
Il s’intéresse aussi à la minéralogie et fait notamment paraître en 1807 Voyage dans les Apennins de la ci-devant Ligurie pour servir d'introduction à l'Histoire Naturelle de ce pays.
Ses collections d’histoire naturelle étaient réputées. Il lègue sa bibliothèque riche de 2 000 volumes des XVIe siècle au XVIIIe siècle au roi Charles-Albert de Sardaigne (1798-1849) qui en fait don à la bibliothèque de l’université de Gênes.

## Publications
- Annales Botanici, 1804,
- Memoria sopra una nuova specie di minerale scoperta in Liguria,
- Catalogue des poissons de la rivière de Gênes et du Golfe de la Spezzia, 1806,
- Voyage dans les Apennins de la ci-devant Ligurie pour servir d'introduction à l'Histoire Naturelle de ce pays,
- Florae Italicae fragmenta, seu Plantae rariores, vel nondum cognitae, in variis Italiae regionibus detectae, descriptionibus, et figuris llustratae, 1808.
- Florae Libycae specimen: sive, plantarum enumeratio Cyrenaicam, Pentapolim, Magnae Syrteos Desertum Et Regionem Tripolitanam Incolentium..., 1824.
- Flore Corsicae specierum novarum vel minus cognitarum diagnosis quam in Florae Italicae fragmentis alternis Prodromum exhibet, 1825.
- I funghi d'Italia, 1834[1],[2].